# Begoña Etayo Ereña
Begoña Etayo Ereña (Bilbao, 17 de mayo de 1958) es una profesora y activista feminista, especializada en igualdad de género y en cooperación al desarrollo.

## Biografía
Licenciada en Geografía e Historia por la Universidad del País Vasco (UPV/EHU), Diplomada en Profesorado de EGB (Especialidad en Ciencias Humanas) por la misma Universidad y con estudios de Derecho en la Universidad de Deusto.
Realizó estudios de Postgrado en la Universidad Nacional de Educación a Distancia (UNED): Educadora de Personas Adultas y Agente de Igualdad de Oportunidades para las Mujeres, siendo Experta Universitaria en "Acciones Positivas en el Marco de la Cooperación.

### Trayectoria profesional
Comenzó su andadura profesional en 1979, trabajando durante más de veinte años en el ámbito de la educación. Primero, como educadora de personas con discapacidad intelectual y después, como profesora de alfabetización y formación ocupacional, impartiendo clases a personas en riesgo de exclusión social, principalmente mujeres. 
Del año 2001 al 2012 desempeñó  el puesto de Técnica del Servicio de Cooperación al Desarrollo en el Ayuntamiento de Vitoria-Gasteiz, encargándose del Área de Sensibilización y Educación para el Desarrollo y Derechos Humanos. 
Finalizado este periodo, le fue concedido por el Gobierno Vasco el Premio "Ignacio Ellacuría" de Cooperación para el Desarrollo 2012, que compartió ex aequo con la Red Vasca de Apoyo a la Unión Nacional de Mujeres Saharauis.
Ha pertenecido a diversas asociaciones, pero su principal pasión y compromiso han estado siempre con el feminismo. Pertenece, así mismo al Fórum Feminista María de Maeztu,organización que preside durante el 2024. El Fórum recibió en 2014 el Premio Emakunde a la Igualdad en reconocimiento a su larga experiencia en la lucha feminista.
El feminismo y la cooperación al desarrollo constituyen sus principales focos de interés, habiendo organizado e impartido numerosos cursos, charlas, conferencias y otras actividades relacionadas con estas temáticas.
En 2013 amplía su formación en igualdad de género, realizando estudios de Teoría Feminista en el Instituto de Investigaciones Feministas de la Universidad Complutense de Madrid y de Crítica Literaria Feminista en Skolastika, Escuela Literaria Feminista de Bilbao.
Este mismo año crea el Club de Lectura Feminista "La hora violeta", dinamizando varios grupos en la Escuela para el Empoderamiento Feminista del Ayuntamiento de Vitoria- Gasteiz, en los cuales también imparte formación en feminismo.
Desde el año 2016 lleva el Club de Lectura a los pueblos de las distintas cuadrillas alavesas y al enclave de Treviño, en el marco de Laia Eskola, La Escuela para la Igualdad y el Empoderamiento de las Mujeres de la Diputación Foral de Alava.
Varios de estos grupos de distintas cuadrillas participan en el Festival Internacional de Poesía "Poetas en mayo/ Poetak Maiatzean", que se celebra en Vitoria todos los años.
Begoña Etayo afirma que "los clubes de lectura feminista son una fuente de empoderamiento para las mujeres, tanto individual como colectivo". También es la creadora del Blog "La hora violeta".
En reconocimiento a esta labor desarrollada con los clubes de lectura recibió un homenaje por parte de la Diputación por su trayectoria y su contribución a la cultura alavesa.
Durante más de veinte años ha colaborado con el colectivo feminista de Bolivia Mujeres Creando, sobre todo, en los últimos años en proyectos de lucha contra la violencia machista. 

## Premios y reconocimientos
- 2012 Premio «Ignacio Ellacuría» de Cooperación para el Desarrollo, concedido por el Gobierno Vasco. 'Ex aequo'  con la Red Vasca de Apoyo a la Unión Nacional de Mujeres Saharauis.[2]

- 2023 Reconocimiento a las mujeres del ámbito cultural alavés con motivo del 8 de Marzo, por parte de la Diputación Foral de Alava.[13]
- 2024 Homenaje por parte de los clubes feministas de Alava a Begoña Etayo.[14]

## Artículos
- Artículo “A dónde va el feminismo” en la revista “Mujer Pública” nº 2, 2010. Revista internacional coordinada por el colectivo “Mujeres Creando” de Bolivia.[15]
- Entrevista en la revista “Bidaia”: Año I, nº 2, 2011, dedicada a Género y Desarrollo. Programa “Mujeres del Sur. Voces de cambio”.[16]